# Анкон (пароход)
Анкон (англ. и исп. SS Ancon) — американский пароход.
Пароход был спущен на воду в 1902 году в Бостоне под названием SS Shawmut. В 1910 году его приобрела Панамская железная дорога, переименовав судно в SS Ancon в честь холма в Панаме. Пароход использовался при строительстве нового канала на Панамском перешееке.
15 августа 1914 года SS Ancon стал первым судном, прошедшим по Панамскому каналу. В следующие сто лет каналом воспользовались более миллиона судов.